# Штомпелевка (Хорольский район)
Штомпелевка (укр. Штомпелівка) — село,
Штомпелевский сельский совет,
Хорольский район,
Полтавская область,
Украина.
Население по переписи 2001 года составляло 913 человек.
Является административным центром Штомпелевского сельского совета, в который, кроме того, входят сёла
Бочки,
Ванжина Долина,
Варваровка,
Ковтуны,
Коломийцево Озеро,
Лисянщина,
Лобковая Балка,
Наталовка,
Ставки и
Шарковщина.

## Географическое положение
Село Штомпелевка находится недалеко от истоков реки Рудка,
примыкает к селу Лисянщина,
на расстоянии в 1 км расположены город Хорол и
сёла Ванжина Долина, Бочки, Коломийцево Озеро.
Рядом проходит железная дорога, станция Хорол в 1,5 км.

## История
Село указано на специальной карте Западной части России Шуберта 1826—1840 годов как хутор Штонпалевщина
после 1945 приседенена Чернякивка

## Экономика
- Кооператив «Украина».
- АФ «Орион».
- ООО «Птицекомплекс Хорольский».

## Объекты социальной сферы
- Школа.

## Известные жители и уроженцы
- Козлов, Иван Григорьевич (1925—1995) — Герой Социалистического Труда.